# Lumilinna
Lumilinna (The Cold Old Days) és un curtmetratge finlandès produït per Yleisradio el 1965. Fins ara és l'únic programa finlandès que ha guanyat la Rose d'Or del Festival de la Televisió de Montreux (Suïssa). El programa va ser escrit per l'equip VEK, que era format per Jukka Virtanen, Aarre Elo i Matti Kuusla. El director musical del grup era Jaakko Salo. El programa va ser filmat a Olavinlinna i va comptar amb alguns dels artistes més famosos del seu temps.

## Artistes
- Eija Merilä
- Carola
- Kai Lind
- The Four Cats
- Ossi Runne
- Finn-Trio
- Simo Salminen
- Pentti Siimes
- VEK (Jukka Virtanen, Aarre Elo i Matti Kuusla)